# Miguel Costas
Miguel Ángel Costas Peón (Vigo, Galicia, 1 de marzo de 1961), conocido como Miguel Costas, es un compositor, guitarrista y vocalista de punk rock español, figura ilustre de la música nacional española, así como productor, compositor y/o colaborador en otros proyectos musicales. Es fundador del grupo musical Costas (formado en 2007, en el que está actualmente), así como de: Los Feliz, Aerolíneas Federales, Siniestro Total, Miguel Costas y la Banda Turca, además de las bandas con las que inició su carrera en los 80: Sexteto de Blues, Los Ratones, Mari Cruz Soriano y los que afinan su piano, y Los minusválidos del ritmo.

## Siniestro Total
A principios de 1980 forma, junto con Germán Coppini como vocalista y Julián Hernández a la batería, el grupo Coco y los del 1.500, en el que él hace de guitarrista. Entre finales de agosto y principios de septiembre de 1981 cambian el nombre de su otro grupo, que comparte con Alberto Torrado y Julián Hernández, Mari Cruz Soriano y los que Afinan su Piano, por Siniestro Total. Cuando Coppini deja la banda en 1983, él pasa a ser vocalista y guitarrista hasta que deja el grupo en 1994 por diferencias musicales.
En 2021 debido al 40 aniversario de la banda se publica un video de un ensayo improvisado donde aparece Miguel Costas.
En 2022 se anuncia que Costas formará parte del último concierto de la banda.

## Aerolíneas Federales
Miguel Costas formó en Vigo en 1981 un grupo paralelo, Aerolíneas Federales, con Flechi y Silvino Carreras, bajo los seudónimos New Border, Federico Flechini y Bollito Singerman, respectivamente. A partir de 1983 se incorpora al grupo el batería Luis Santamarina (Donna Sangre) y Flechi pasa a ser cantante de la banda. Más tarde se suman al grupo Coral Alonso y Rosa Costas (su hermana) como coristas; Flechi abandona más tarde la banda, al no encontrarse a gusto con su nuevo estilo. La siguiente formación de Aerolíneas Federales está compuesta por Miguel Costas, Silvino, Luis y las aerolinettes Coral Alonso y Rosa Costas. Finalmente, Miguel Costas se marchó al no poder estar a la vez en Siniestro Total y en Aerolíneas Federales.

## Los Feliz
Después de su salida de Siniestro Total, formó en Vigo Los Feliz, siendo el guitarrista y cantante, junto a Javier Martínez a la batería y Silvino Díaz a la guitarra. Tras la marcha de Silvino Díaz, se unen al proyecto Martín Esturado a la segunda guitarra y Pedro Feijoo al bajo.

## Costas

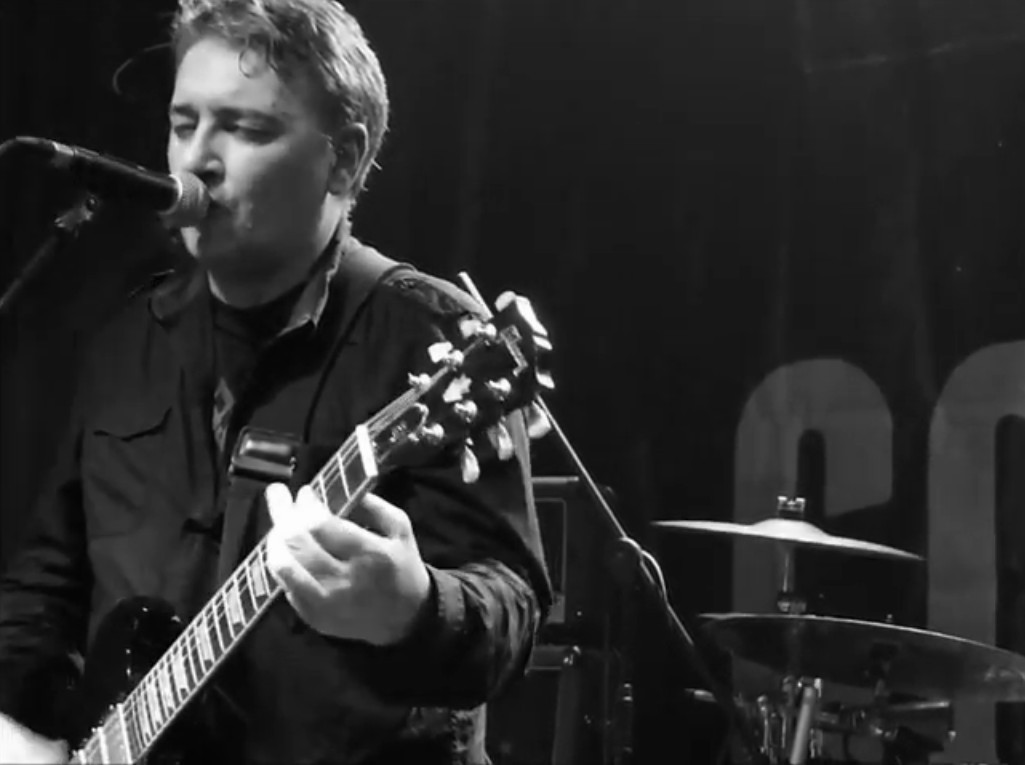
Costas en Vigo 2016

Al dejar Los Feliz, formó su nueva banda, Costas, donde es guitarrista y vocalista, junto a los músicos Juan Naya (Little Naya) a la guitarra, Landy al bajo, e Iván a la batería. Posteriormente Landy e Iván abandonan la banda y son sustituidos por Coché Villanueva (Coché Vil) y Toni Fernández, respectivamente. Con esta nueva banda toca nuevos temas de actualidad y los grandes éxitos que compuso en sus grupos anteriores. A finales de 2010 Tony Fernández abandona la banda por motivos personales y Jose Bonham entra a encargarse de la batería, siendo a su vez sustituido en 2015 por Colás Lage.

## Discografía

### Con Siniestro Total
- ¿Cuándo se come aquí? (1982)
- Siniestro Total II: El Regreso (1983)
- Menos mal que nos queda Portugal (1984)
- Bailaré sobre tu tumba (1985)
- Gran D Sexitos (1986)
- De hoy no pasa (1987)
- Me gusta cómo andas (1988)
- En beneficio de todos (1990)
- Ante todo mucha calma (1992)
- Made in Japan (1993)
- 40 años sin pisar la Audiencia Nacional (2023)

### Con Aerolíneas Federales
- Aerolíneas Federales (1986)
- Hop hop (1987)
- Tomando tierra (1988)
- Échame sifón (1989)
- Una o ninguna (1991)

### Con Los Feliz
- Aleluya (1997) (Off The Record)
- Enséñame la pasta (1998) (K Industria)
- Ataque de marketing (2002) (Dro East West)

### Con Costas
- Condenados a Costas (2008) (G. Domani Records)
- Costas is Back[7] (2011) (Warner Music)
- Alguien tenía que hacerlo (2013) (Lemuria)
- No me cuentes tu vida[8][9] (2016) (DRO/Warner Music)